# Anagrus optabilis
Anagrus optabilis is een vliesvleugelig insect uit de familie Mymaridae. De wetenschappelijke naam is voor het eerst geldig gepubliceerd in 1905 door Perkins.

## Nuttigheid
Deze soort parasiteert op de eieren van schuimcicaden. Verwante soorten worden gekweekt en ingezet bij de bestrijding van schuimcicaden, die rijstvelden aantasten.